# Michael Gernhardt
Michael Landon Gernhardt (* 4. května 1956 v Mansfieldu, stát Ohio, Spojené státy americké) je americký astronaut, který byl v období let 1995 až 2001 na čtyřech vesmírných misích jako letový specialista. Na nich strávil 43 dní a absolvoval čtyři výstupy do volného prostoru. Je evidován jako 331. člověk ve vesmíru.

## Životopis
Ve svém rodném městě Mansfeld absolvoval základní i střední školu. V roce 1974 začal vysokoškolská studia v oboru fyziky na Vanderbildtově universitě. Zakončil je v roce 1978. V letech 1974 až 1984 pracoval na několika projektech výzkumu ropných polí v oceánech a také pokračoval ve studiu na univerzitě v Pensylvánii. Zde roku 1991 získal titul doktora. V letech 1984 až 1992 byl vedoucím pracovníkem organizací zabývajících se výzkumy oceánů. V roce 1992 se dostal do střediska NASA v Houstonu, kde absolvoval nezbytný výcvik astronautů a roku 1993 byl do jejich sestavy zařazen. V letech 1995 až 2001 letěl čtyřikrát do vesmíru. Zůstal svobodný.

## Lety do vesmíru
Poprvé letěl dr. Gernhardt v raketoplánu Endeavour na desetidenní misi STS-89, dle COSPAR 1995-048A, jako člen pětičlenné posádky. Během letu na krátkou dobu vypustili a zas zachytili družice Spartan 03 a WSF. Start i přistání byly na Floridě na kosmodromu na Kennedyho vesmírném středisku (KSC).
Po necelých dvou letech letěl v raketoplánu Columbia – mise STS-83, v katalogizaci COSPAR 1997-013A. Posádka byla sedmičlenná, do vesmíru vynesli laboratoř Spacelab. Kvůli porouchanému palivovému článku byl let zkrácen na čtyři dny a nesplněná část experimentů byla přesunuta na misi STS-94. I tentokrát byly start i přistání na floridském mysu Canaveral.
Tři měsíce po předchozím letu letěl znovu ve stejném raketoplánu a se stejným složením posádky. Měli za úkol dokončit úkoly z mise STS-83. Mise označená jako STS-94, v COSPAR 1997-032A, byla 15 denní, velmi úspěšná, s řadou přenosů na světové televizní stanice a zakončená také na Floridě.
Ve svých 45 letech letěl na orbitální dráhu kolem Země počtvrté. Jednalo se o misi STS-104 v raketoplánu Atlantis (dle COSPAR 2001-028A) směřovanou na ISS, tedy Mezinárodní kosmickou stanici. V nákladovém prostoru raketoplánu byl umístěn výzkumná laboratoř Spacelab a universální přechodová kabina Quest. Tu připojili ke stanici a také v ní vyzkoušeli nové postupy při použití skafandru k výstupům do vesmíru. I tentokrát byl start i přistání na KSC.

### Lety v kostce
- STS-69 Endeavour (start 7. září 1995, přistání 18. září 1995)
- STS-83 Columbia (start 4. dubna 1997, přistání 8. dubna 1997)
- STS-94 Columbia (start 1. července 1997, přistání 17. července 1997)
- STS-104 Atlantis, ISS (start 12. července 2001, přistání 25. července 2001)